# АЛК-дегидратаза
АЛК-дегидратаза, также дегидратаза δ-аминолевулиновой кислоты (англ. Aminolevulinic acid dehydratase, сокр. ALAD) или порфобилиногенсинтаза (англ. Porphobilinogen synthase, сокр. PBGS)  — фермент (КФ 4.2.1.24) семейства дегидратаз (класса лиазы), который катализирует асимметричную реакцию межмолекулярной конденсации (2-х молекул) и циклизации аминолевулиновой кислоты в порфобилиноген. У человека данный фермент кодируется одноимённым геном ALAD, который располагается на коротком плече (p-плече) 9-й хромосомы. Все природные тетрапирролы, включая гемы, хлорофиллы и витамин B12, зависят от синтеза  порфобилиногена, так как он является общим предшественником данных соединений. Порфобилиногенсинтаза является прототипом морфеина. АЛК-дегидратаза локализована практически во всех клетках организма человека, но особенно много её в цитозоле эритропоэтических клеток красного костного мозга и в гепатоцитах печени.

## Функции
Данный фермент катализирует следующую реакцию:
2 5-аминолевулинат {\displaystyle \rightleftharpoons } порфобилиноген + 2 H2O
Таким образом, АЛК-дегидратаза катализирует конденсацию 2 молекул 5-аминолевулината с образованием порфобилиногена (предшественника гема, цитохромов и других гемопротеинов). Эта реакция является первой общей стадией биосинтеза всех природных тетрапирролов. Фермент в качестве кофактора использует ионы цинка Zn2+, они поддерживают активность.

## Структура
Структурной основой аллостерической регуляции порфобилиногенсинтазы (PBGS) является модуляция равновесия четвертичной структуры между октамером и гексамером (через димеры), которая представлена схематически как 6-мер* ↔ 2-мер* ↔ 2-мер ↔ 8-мер*. Четвертичная структура представляет собой переориентацию между двумя доменами каждой субъединицы, которая происходит в диссоциированном состоянии, поскольку она стерически запрещена в более крупных мультимерах.

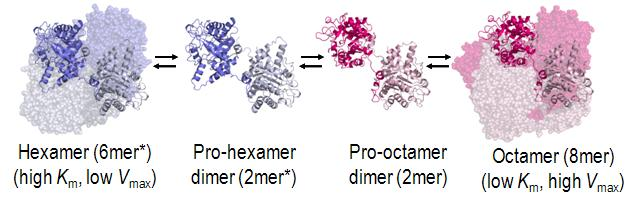
Равновесие четвертичной структуры PBGS включает неактивный гексамер (PDB id 1PV8), который не взаимодействует с субъединицами, необходимых для упорядоченной локализации активного центра. За диссоциацией до прогексамерного димера может последовать конформационное изменение, которое переориентирует два αβ-бочкообразных домена с образованием димера прооктамера. Ассоциация димера прооктамера с октамером (PDB id 1E51) включает формирование интерфейсов субъединиц, которые поддерживают порядок в активном центре. High K_{m}, low V_{max} — высокое значение константы Михаэлиса и низкое значение максимальной скорости реакции, указывает на низкое сродство к субстратам в гексамере, и наоборот low K_{m}, high V_{max} — низкое значение константы Михаэлиса и высокое значение максимальной скорости реакции, указывает на высокое сродство к субстратам в октамере.

PBGS кодируется одним геном, и каждый мультимер PBGS состоит из нескольких копий одного и того же белка. Каждая субъединица PBGS состоит из αβ-бочкообразного домена ~300 остатков, в центре которого находится активный сайт фермента, и N-концевого домена плеча >25 остатков. Аллостерическая регуляция PBGS может быть описана с точки зрения ориентации αβ-бочкообразного домена по отношению к N-концевому домену плеча.
Каждое N-концевое плечо имеет до двух взаимодействий с другими субъединицами мультимера PBGS. Одно из этих взаимодействий помогает стабилизировать «закрытую» конформацию «крышки» активного центра. Другое взаимодействие ограничивает доступ растворителя с другого конца αβ-цилиндра.
В неактивном мультимерном состоянии N-концевой домен плеча не участвует в стабилизирующем крышку взаимодействии, а в кристаллической структуре неактивной сборки «крышка» активного сайта разупорядочена.

## Аллостерическая регуляция
Будучи почти универсальным ферментом с высококонсервативным активным центром, PBGS не может быть основной мишенью для разработки противомикробных препаратов и/или гербицидов. Напротив, аллостерические сайты могут быть гораздо более филогенетически изменчивыми, чем активные сайты, что открывает больше возможностей для разработки лекарств.
Филогенетическая изменчивость аллостерических сайтов PBGS приводит к обсуждению аллостерической регуляции PBGS с точки зрения внутренних и внешних эффекторов.

### Внутренние аллостерические эффекторы

#### Магний
Аллостерический ион магния Mg2+ находится на сильно гидратированной границе раздела двух прооктамерных димеров. По-видимому, он легко диссоциируется, и было показано, что гексамеры накапливаются при удалении магния in vitro.

#### pH
Хотя не принято в качестве аллостерических регуляторов рассматривать ионы гидроксония, в случае PBGS было показано, что протонирование боковой цепи в местах, отличных от активного центра, влияет на равновесие четвертичной структуры и, таким образом, также влияет на скорость катализируемой им реакции.

### Внешние аллостерические эффекторы

#### Стабилизация низкомолекулярными гексамерами
Проверка PBGS 6-мера* выявил поверхностную полость, которой нет в 8-мере. Предполагается, что связывание малых молекул с этой филогенетически вариабельной полостью стабилизирует 6-мер* целевого PBGS и, следовательно, ингибирует активность.
Такие аллостерические регуляторы известны как морфоблоки, потому что они блокируют фермент в определённой форме морфеина (6-мера*).

#### Отравление свинцом
Ферментативная активность ALAD подавляется свинцом, начиная с концентраций свинца в крови, которые когда-то считались безопасными (<10 мкг/дл), и продолжает отрицательно коррелировать в диапазоне от 5 до 95 мкг/дл. Ингибирование ALAD свинцом приводит к анемии, прежде всего потому, что он одновременно подавляет биосинтез гема и сокращает продолжительность жизни циркулирующих красных кровяных телец, а также стимулируя избыточную выработку гормона эритропоэтина, приводящего к недостаточному созреванию эритроцитов из их предшественников. Дефект в структурном гене ALAD может вызвать повышенную чувствительность к отравлению свинцом и острую печёночную порфирию. Были идентифицированы альтернативные варианты сплайсированного транскрипта, кодирующие различные изоформы.

## Дефицит
Дефицит порфобилиногенсинтазы обычно приобретённый (а не наследственный) и может быть вызван отравлением тяжёлыми металлами, особенно свинцом, поскольку фермент очень чувствителен к ингибированию тяжёлыми металлами.
Наследственная недостаточность данного фермента называется порфирией с дефицитом порфобилиногенсинтазы (или AЛК-дегидратазы). Это чрезвычайно редкая форма порфирии, было описано менее 10 случаев данного заболевания. Все варианты белка, ассоциированного с заболеванием, способствуют образованию гексамера по сравнению с человеческим ферментом дикого типа.

## АЛК-дегидратаза как прототип морфеина
Морфеиновая модель аллостерии, представленная на примере PBGS, улучшает уровень понимания потенциальных механизмов регуляции функции белка и дополняет то повышенное внимание, которое сообщество исследователей белка уделяет динамике структуры белка.
Эта модель иллюстрирует, как динамика таких явлений, как альтернативные конформации белков, альтернативные олигомерные состояния и временные белок-белковые взаимодействия, могут быть использованы для аллостерической регуляции каталитической активности ферментов.

## Внешние ссылки
- MeSH delta-Aminolevulinic+Acid+Dehydratase
- http://www.omim.org/entry/125270?search=pbgs&highlight=pbgs